# Еъръмоу
Еъръмоу (на английски: Arimo, буквени символи за произношение  Архив на оригинала от 2018-12-26 в Wayback Machine.) е град в окръг Банък, щата Айдахо, САЩ. Еъръмоу е с население от 348 жители (2000) и обща площ от 1,1 km². Намира се на 1446 m надморска височина. ЗИП кодът му е 83214, а телефонният му код е 208.